# Trauerbegleitung
Trauerbegleitung unterstützt Menschen bei der Bewältigung erlittener oder zu erwartender Verlusterfahrungen. Trauerbegleitung unterstützt Menschen in ihrem Prozess der Trauer durch Dasein, Mitschweigen, Zuhören sowie unterschiedliche Angebote und Methoden. Die Trauerbegleitung ist nicht mit einer ärztlichen Therapie einer Krankheit zu verwechseln, sondern kann von jedem Menschen geleistet werden, der bereit ist, sich dieser Situation zu stellen und sie mit dem Trauernden zusammen auszuhalten.

## Geschichte
Die Trauerbegleitung hat ihre historischen Wurzeln in der kirchlichen Seelsorge und ist bis heute ein Schwerpunkt in der pfarramtlichen Tätigkeit. In der Moderne wurde das Ausleben der Trauer durch die Tabuisierung der Lebensbereiche Krankheit und Sterben zunehmend verdrängt. Insbesondere die Impulse von Elisabeth Kübler-Ross führten hier zu einem Umdenken und zur Entstehung der Hospizbewegung. Die Bewegung um Johann-Christoph Student war ebenso bestrebt, das Sterben und die Trauer wieder zurück in die Gesellschaft zu holen. Die Begleitung Angehöriger und Freunde Sterbender und Verstorbener wurde zunehmend ins gesellschaftliche Bewusstsein gerückt und ist auch Bestandteil palliativmedizinischer Konzepte.
Diese Entwicklung führte insgesamt dazu, dass etwa seit den 1980er Jahren vielfältige Formen der Trauerbegleitung entstanden: begleitete Trauergruppen ebenso wie unbegleitete Selbsthilfegruppen; Trauercafés wurden eingerichtet und Trauer-Reisen entwickelt. Freie Träger und Einzelpersonen boten Trauerbegleitung an; auch Bestatter fügten dieses Angebot ihrem Portfolio hinzu.
Im Zuge dieser Entwicklung wurde zunehmend deutlich, dass verantwortliche Begleitung von Menschen, die sich in einer solchen Krisensituation befinden, zwar nicht unbedingt eine professionelle Ausbildung, aber doch eine entsprechende Schulung erfordert. So wurden Kurse zur Trauerbegleitung von kirchlichen ebenso wie von freien Trägern eingerichtet.
Auch die Tatsache, dass etliche Angebote keineswegs kostenlos sind, führte dazu, dass zunehmend über Qualitätsstandards bzw. Qualitätssicherung in der Trauerbegleitung diskutiert wird. Im Jahr 2007 wurden von der damaligen Bundesarbeitsgemeinschaft Trauerbegleitung gemeinsame fachliche Standards für Qualifizierungen in Trauerbegleitung formuliert. Diese Standards werden zunehmend auch von Personen und Institutionen übernommen, die ebenfalls Weiterbildungen in Trauerbegleitung anbieten, jedoch nicht dem Bundesverband Trauerbegleitung angehören.

## Modelle der Trauerbegleitung
Die explikatorischen (erklärenden) Modelle beziehen sich schwerpunktmäßig auf die Deutung der Verlusterfahrung. Die deskriptiven (beschreibenden) Modelle beschreiben die Trauerreaktionen. Diese umfassen Symptomatologien, Verlaufs-, Phasen- und Aufgabenmodelle.
| E X P L I K A T O R I S C H E M O D E L L E                                 | | |
| Verlust als Objektverlust: Interpersonale Dynamik von Trauerarbeit          | Psychoanalyse: Sigmund Freud 1856–1939                                                                 | Interventionsschwerpunkt: Realisierung des Verlustes und der damit verbundenen Gefühle                          |
| Theorem der depressiven Position                                            | Melanie Klein 1882–1960                                                                                | Interventionsschwerpunkt: Realisierung des Verlustes und der damit verbundenen Gefühle                          |
| psychodynamische Bewältigungsmechanismen                                    | Yorick Spiegel 1935–2010                                                                               | Interventionsschwerpunkt: Realisierung des Verlustes und der damit verbundenen Gefühle                          |
| Verlust als Bindungsverlust: Bindungstheorie                                | Verhaltensforschung: Edward John Mostyn Bowlby 1907–1990                                               | Interventionsschwerpunkt: Suchverhalten und Bindungsbestrebungen als Lernprozess begleiten                      |
| Fortsetzung einer modifizierten Bindung                                     | Collin Parkes 1928                                                                                     | Interventionsschwerpunkt: Suchverhalten und Bindungsbestrebungen als Lernprozess begleiten                      |
| Ablösung und fortdauernde Beziehung                                         | Dennis Klass                                                                                           | Interventionsschwerpunkt: Suchverhalten und Bindungsbestrebungen als Lernprozess begleiten                      |
| Verlust von Verstärkung: Gestorbene Streicheleinheiten                      | Behaviorismus: R.W. Ramsay                                                                             | Interventionsschwerpunkt: Neustrukturierung mittels Verstärkung adaptiven Verhaltens                            |
| Steuerung durch soziale Verstärkung                                         | J. Gauthier et al.                                                                                     | Interventionsschwerpunkt: Neustrukturierung mittels Verstärkung adaptiven Verhaltens                            |
| Verlust als Verlust genetischer Überlebenschance                            | Soziobiologismus: Christine H. Littlefield J.Philippe Rushton                                          | |
| Verlust von Sinn- und Bedeutungsstrukturen In Umbruchsituationen            | Kognitionspsychologie Peter Rammis                                                                     | Interventionsschwerpunkt: Kontinuität von Zuwendung, Rekonstruktion sinnvoller Lebensgeschichte                 |
| Verlust als Auslöser multipler Verluste Coping Trauer als Stresssituationen | Kognitive Stresstheorie Richard S. Lazarus                                                             | Interventionsschwerpunkt: Personale, soziale Ressourcen zur Deckung entstandener Defizite identifizieren helfen |
| Verlust als Auslöser multipler Verluste Coping Trauer als Stresssituationen | Mardi J. Horowitz                                                                                      | Interventionsschwerpunkt: Personale, soziale Ressourcen zur Deckung entstandener Defizite identifizieren helfen |
| Verlust als Auslöser multipler Verluste Coping Trauer als Stresssituationen | Margret u. Wolfgang Stroebe                                                                            | Interventionsschwerpunkt: Personale, soziale Ressourcen zur Deckung entstandener Defizite identifizieren helfen |
| D E S K R I P T I V E M O D E L L E                                         | | |
| Symptomatologien Pathologische Trauer                                       | Erich Lindemann Collin Parkes Ralf Jernetzig u. Arnold Langenmayr Beverly Raphael u. Warwick Middleton | Interventionsschwerpunkt: Vermittlung von Trauerwissen Klientenzentrierte Beratung                              |
| Phasen- und Verlaufsmodelle                                                 | Bowlby Elisabeth Kübler-Ross Yorick Spiegel Verena Kast                                                | Interventionsschwerpunkt: phasenspezifische Unterstützung                                                       |
| Aufgabenmodelle Trauerstile                                                 | Yorick Spiegel William W. Worden Michael Schibilsky                                                    | Interventionsschwerpunkt: Aufgabenbezogene Begleitung                                                           |

## Situation der Trauernden
Mit der Trauerbegleitung wird der Versuch unternommen, dem menschlichen Bedürfnis nach Trost und Unterstützung gezielter zu begegnen. Zudem benötigen Trauernde, die einen Angehörigen durch einen überraschenden oder gewaltsamen Tod verloren haben, häufiger intensive Unterstützung, welche vom sozialen Umfeld nicht oder nicht ausreichend gewährt werden kann. Hier fungiert die Trauerbegleitung insbesondere in der ersten Zeit als Krisenintervention, leistet aber auch langfristige Begleitung, die im familiären Umfeld so oft ebenfalls nicht möglich ist.

## Unterscheidung Trauer und Traumareaktion
Die Unterscheidung von Trauer und Trauma ist für die Begleitung in der Trauer wichtig. Auch wenn Trauerbegleiter keine Diagnose stellen, so müssen sie die Anzeichen einer Traumareaktion erkennen können. Trauer und Trauma gehören oft zusammen. „Denn ein Trauma bedeutet, dass ein Geschehen, in dem sich für die betroffene Person zu viel, zu schnell und zu plötzlich abgespielt hat“ (vgl. Chris Paul). Die Traumareaktion ist die entwickelte Strategie, damit zu leben und ein Überleben möglich zu machen. Ist ein Mensch mit einer Traumareaktion überfordert, dann benötigt diese Person keine Trauerbegleitung, sondern eine Traumatherapie.
Die verkomplizierte Trauer kann einen längeren und intensiveren Weg durch die Trauer hin durch bedeuten und kann hervorgerufen werden durch:
- unklare Verlustsituationen (verschwundene, verschollene, vermisste Personen)
- Tabuisierte Verluste (Suizid, Abtreibung, ...)
- Tod gegen die Zeit (Kinder, Enkelkinder, ...)
- gesellschaftlich negierte Liebesbeziehungen (Dreiecksbeziehungen, Priesterkinder, Priesterfrauen, homosexuelle Beziehungen, ...)
- vorausgegangene besonders belastende Beziehungskonstellationen
- mehrere existenzielle Verlusterfahrungen
- dramatische Todesumstände (Flugzeugabsturz, Amoklauf, Massenpanik, ...)
- Selbstverschuldete Todesursache (alkoholisierte Unfallfahrer, Raser, ...)
- Sich selbst zugeschriebene Zuständigkeit für Hilfeleistung bei gleichzeitig erlebter Handlungsunfähigkeit (z. B. Großeltern oder Eltern von verstorbenen (Enkel)kindern)
- Unzureichende Bearbeitungsmöglichkeit (notwendiges Überlebensmanagement, eingeschränkte kognitive Fähigkeiten)
- Generationenübergreifende „Langzeiteffekte“ mit stellvertretender Trauer (Krieg, Familiengeheimnisse, ...)
- Fehlende Netzwerke (besonders bei Menschen, die von sozialer Isolation betroffen sind)
- Wenig hilfreiche Kommunikationsformen, fehlender emotionaler Austausch und Vermeidung der Auseinandersetzung mit dem Erlebten.

| Trauerreaktion (auch verkomplizierte) | Traumareaktion |
| Zeitachse ist klar. Im Ablauf der Erzählung, die Erzählungen verändern sich im Laufe der Zeit und können | Zeitachse nicht klar Betroffene können nicht in chronologischer Abfolge erzählen, fallen wieder in die Situation und fühlen sich ebenso gefährdet wie damals. |
| Gedanken und Erinnerungen können mit beeinflusst und im Notfall gestoppt werden. Pausen und Ablenkungen können genommen werden. Trauerverlauf in Wellenbewegungen wird wahrgenommen („Es geht auf und ab“ eine fast einheitliche Erklärung trauernder Menschen.) | Gedanken können nicht gesteuert werden, Flashbacks (horrorfilmartige detaillierte Szenarien, in denen dem Betroffenen nicht erkennbar ist, dass das eine Erinnerung und nicht ein Wieder durchleben ist). „Getriggert durch Auslöserreize erfolgt eine unfreiwillige ‚Zeitreise‘, die Vergangenheit wird zur ständigen wiederbelebten Gegenwart: Alles ist hier und jetzt real gefährdend. Sie retraumatisiert den Menschen jedes Mal aufs Neue.“1 |
| Gefühle sind unterschiedlich und ändern sich laufend | Schlaflosigkeit, Schwitzen, Erröten, Beschleunigen der Herzfrequenz, körperliche Unruhe, Angst, Desorientierung, Rückzugsverhalten, Depression, |
| Das Sprechen über das schreckliche Erlebnis damals ändert sich und durch das vielfache Erzählen wird der Inhalt des Gesagten in zunehmend seelisch verträglicher Dosis ins persönliche Welt- und Selbstverständnis integriert.                                   | Redezwang (schnelles, abgehacktes Vielsprechen), Worte fehlen, Erinnerungen sind real und gefährlich |

## Trauerprozess und Trauerbegleitung
Seit Sigmund Freuds klassischer Monographie über „Trauer und Melancholie“ aus dem Jahre 1917 wird von psychologischer Wissenschaft und Praxis die grundlegende Annahme geteilt, dass Trauernde zur Verarbeitung ihres Verlustes mit ihren Gefühlen konfrontiert werden müssen. Vermeiden sie diese Konfrontation, laufen sie das Risiko der Fehlanpassung, was durch die nicht verarbeitete Trauer Neurosen und Depressionen zur Folge haben kann. Die Trauernden müssen also „Trauerarbeit“ leisten. Unter Trauerarbeit versteht man den Prozess der emotionalen und kognitiven Auseinandersetzung mit der Wirklichkeit des Verlustes: Die Verwitweten beschäftigen sich immer wieder mit Ereignissen vor und während des Todes und mit ihren Erinnerungen an den Verstorbenen. Die Funktion der Trauerarbeit soll es sein, die gefühlsmäßigen Bindungen an die Verstorbenen neu zu definieren und als einen Bestandteil, der allerdings vergangen ist, in sein Leben zu integrieren. Der Begriff oder das Konzept der „Trauerarbeit“ ist wissenschaftlich nicht untersucht. Obwohl Theoretiker in neuester Zeit ein differenzierteres Bild der kognitiven Prozesse der Trauerverarbeitung entwickelt haben, weisen die meisten Therapieprogramme auch heute noch der Trauerarbeit eine zentrale Rolle zu und sehen pathologische Trauer als Ergebnis einer unzureichend vollzogenen „Trauerarbeit“.
Das Enthüllen der eigenen Gefühle über den Verlust gegenüber Freunden, Familie, Leidensgenossen oder professionellen Helfern ist keine notwendige Voraussetzung für die Trauerarbeit, da man sich mit seinen Gefühlen auch alleine auseinandersetzen kann. Allerdings besteht eine enge Beziehung zwischen den zwei Prozessen: Manchen Menschen gelingt die Auseinandersetzung mit ihrer Trauer nur über das Gespräch. Indem sie mit Anderen reden, klärt sich für sie die Situation und so verarbeiten sie ihre Trauer. Es ist eine Funktion von Trauerbegleitung und Trauertherapie, sich der Auseinandersetzung mit dem Verlust zu stellen, sowie die Trauernden bei ihrer Trauerarbeit empathisch zu begleiten. Dabei geht es nicht darum, sie von der Trauer zu befreien, sondern sie dabei zu unterstützen, den erlebten Verlust sowie die damit verbundene Trauer als einen Bestandteil ihres Lebens anzunehmen und zu integrieren, um nach dem vollzogenen Trauerprozess gestärkt und lebensbejahend nach vorne leben zu können. Verluste können nur akzeptiert werden, wenn sie seelisch und geistig verarbeitet worden sind.
Eine der umfangreichsten Studien zu diesem Thema ist die Tübinger Längsschnittstudie der Verwitwung. In dieser Untersuchung wurde eine Gruppe von verwitweten Männern und Frauen über einen Zeitraum von zwei Jahren nach deren Verlust mehrmals befragt und in ihrer Befindlichkeit mit nach Alter, Geschlecht, Kinderzahl und sozioökonomischen Status vergleichbaren Verheirateten verglichen. Als Resultat dieser Studie kann zusammengefasst werden, dass Trauerbegleitung oder Trauertherapie nur den Trauernden hilft, die selbst nicht imstande sind, ihre Trauer zu verarbeiten, weil ihnen ein Gesprächspartner fehlt. Daraus folgt für die Praxis der Trauerbegleitung die Beschränkung der Hilfe auf die Menschen, die von dieser Hilfe am meisten profitieren.

## Kindertrauerbegleitung
In der Kindertrauerbegleitung werden Kinder und Eltern in ihrem Trauerprozess begleitet. In Kindertrauergruppen wird den Kindern über Gespräche und kreatives Tun vermittelt, dass ihre Trauer keine Krankheit ist, sondern eine natürliche Reaktion auf den Verlust eines lieben Menschen. Sie werden ermuntert, ihre Gefühle auszudrücken und lernen, sie zu akzeptieren. Eine besondere Rolle in der Trauerarbeit mit Kindern spielen Symbole und Symbolsprache.
Durch den Bundesverband Trauerbegleitung wurden Standards für Fortbildungen in Kindertrauerbegleitung entwickelt.